# Iso-Kallioinen
Iso-Kallioinen eller Kallioinen är en sjö i Finland. Den ligger i kommunen Kuusamo i landskapet Norra Österbotten, i den nordöstra delen av landet, 700 km norr om huvudstaden Helsingfors. Iso-Kallioinen ligger 266,6 meter över havet. Den är 10 meter djup. Arean är 55,3 hektar och strandlinjen är 5,8 kilometer lång. Sjön  ingår i Ijo älvs huvudavrinningsområde. 